# مومو (طعام)
مومو (بالإنجليزية: momo)‏ هي نوع من الزلابية المحشوة بالبخار التي تعود أصولها إلى منطقة الهيمالايا والتي تحظى بشعبية في التبت وبوتان ونيبال والهند. في النيبال، حيث يُعتبر طبقًا وطنيًا، يتم تقديمه عادةً مع صلصة تعرف باسم أشار متأثرة بالتوابل والأعشاب المستخدمة في العديد من مطابخ جنوب آسيا. يمكن أيضًا طهيه كإصدارات الحساء المعروفة باسم جهول مومو حيث تصنع المرق من عشار باستخدام مزيج من الطماطم وبذور السمسم والفلفل الحار والكمون والكزبرة أو موكثوك من عظام لحم الخنزير / الجاموس المغلي مع مختلف الأعشاب والخضروات.

## وصلات خارجية
https://listnepal.com/list-of-traditional-nepali-foods/